# Индаябира
Индаябира (порт. Indaiabira) — муниципалитет в Бразилии, входит в штат Минас-Жерайс. Составная часть мезорегиона Север штата Минас-Жерайс. Входит в экономико-статистический микрорегион Салинас. Население составляет 7906 человек на 2006 год. Занимает площадь 1011,181 км². Плотность населения — 7,8 чел./км².

## История
Город основан 21 декабря 1995 года. 

## Статистика
- Валовой внутренний продукт на 2003 год составляет 15 368 742,00 реалов (данные: Бразильский институт географии и статистики).
- Валовой внутренний продукт на душу населения на 2003 год составляет 1999,58 реалов (данные: Бразильский институт географии и статистики).
- Индекс развития человеческого потенциала на 2000 год составляет 0,571 (данные: Программа развития ООН).

## География
Климат местности: умеренный. В соответствии с классификацией Кёппена, климат относится к категории sw.